# Municipio de St. Francois (condado de Madison)
El municipio de St. Francois (en inglés: St. Francois Township) es un municipio ubicado en el condado de Madison en el estado estadounidense de Misuri. En el año 2010 tenía una población de 264 habitantes y una densidad poblacional de 4,46 personas por km².

## Geografía
El municipio de St. Francois se encuentra ubicado en las coordenadas 37°30′29″N 90°24′28″O / 37.50806, -90.40778. Según la Oficina del Censo de los Estados Unidos, el municipio tiene una superficie total de 59.25 km², de la cual 58,72 km² corresponden a tierra firme y (0,9 %) 0,53 km² es agua.

## Demografía
Según el censo de 2010, había 264 personas residiendo en el municipio de St. Francois. La densidad de población era de 4,46 hab./km². De los 264 habitantes, el municipio de St. Francois estaba compuesto por el 98,48 % blancos y el 1,52 % eran de una mezcla de razas. Del total de la población el 0,38 % eran hispanos o latinos de cualquier raza.